# Relaciones Argelia-Argentina
Las relaciones Argelia-Argentina hacen referencia a las relaciones diplomáticas entre la República Argelina Democrática y Popular y la República Argentina. Ambas naciones son miembros del Grupo de los 15, G24, Grupo de los 77 y de las Naciones Unidas.

## Historia

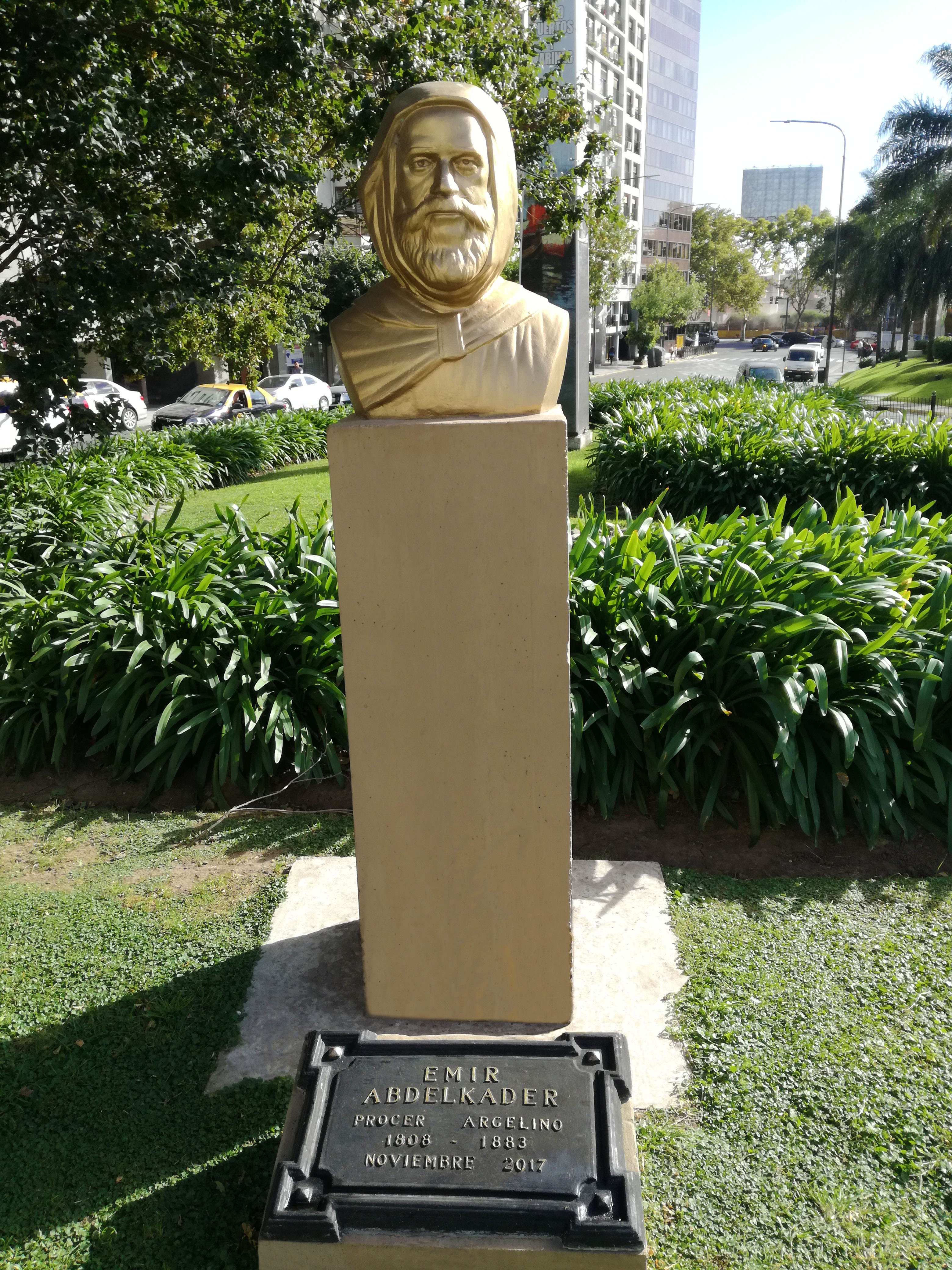
Busto de Abd el-Kader, prócer de la independencia argelina, en Buenos Aires inaugurado en 2017.

En marzo de 1962, Argelia obtuvo su independencia de Francia. Ese mismo año, Argentina reconoció y estableció relaciones diplomáticas con Argelia. En 1964, Argentina abrió una embajada residente en Argel y en 1973, Argentina envió una delegación para asistir a la IV cumbre del Movimiento de Países No Alineados en Argel.
En octubre de 1984, el presidente argentino, Raúl Alfonsín, realizó una visita oficial a Argelia; el primero de un jefe de Estado argentino a Argelia y al continente africano. En 1986, el presidente argelino, Chadli Bendjedid, correspondió la visita a Argentina. En noviembre de 2008, la presidenta de Argentina, Cristina Fernández de Kirchner, realizó una visita oficial a Argelia y se reunió con su homólogo, el presidente Abdelaziz Buteflika.
En febrero de 2017, la ministra de Relaciones Exteriores argentina, Susana Malcorra, realizó una visita a Argelia para conmemorar más de 50 años de relaciones diplomáticas entre ambas naciones.

## Visitas de alto nivel

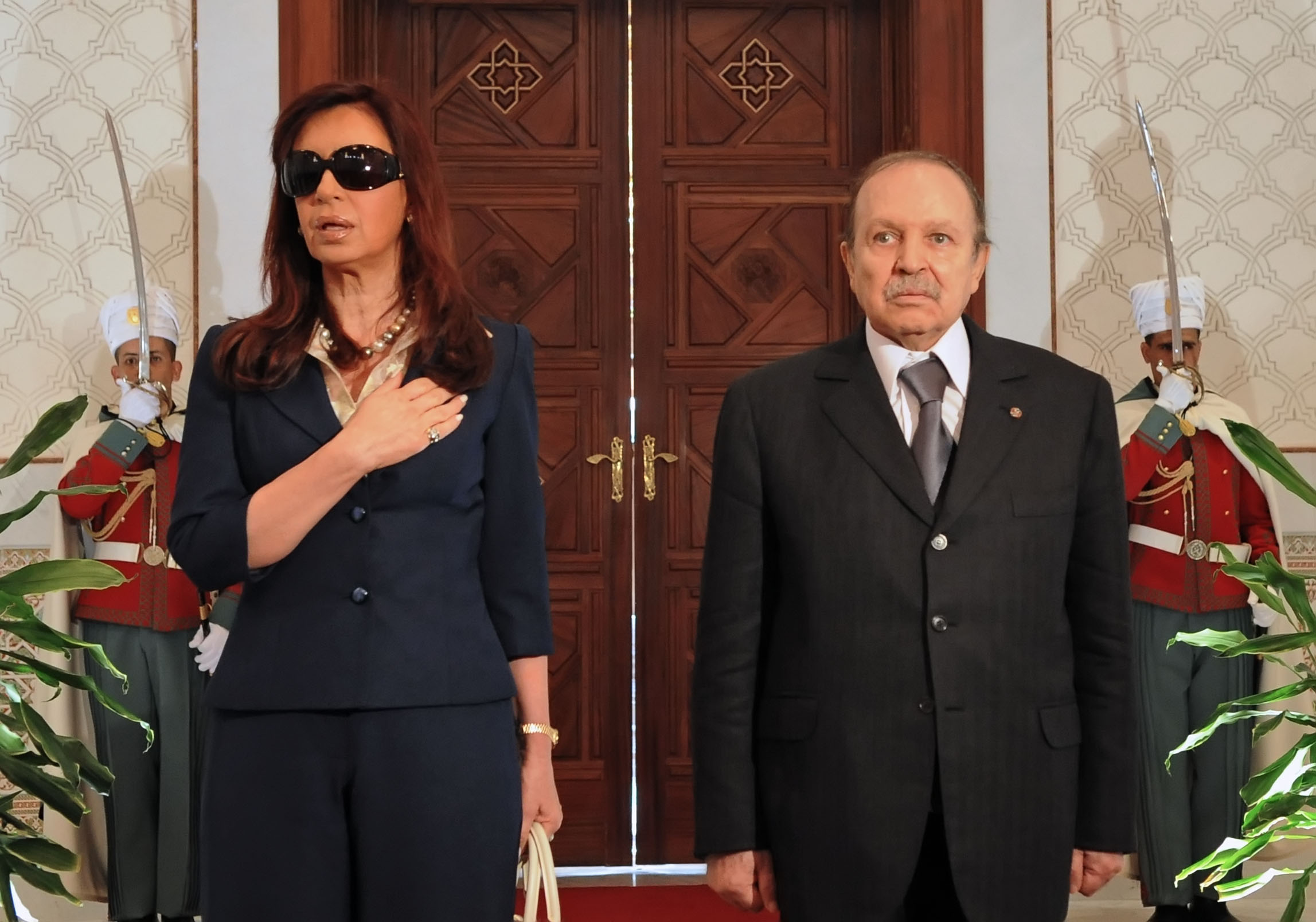
El presidente argelino Abdelaziz Buteflika junto con la presidenta de Argentina, Cristina Fernández de Kirchner durante su visita a Argel; noviembre de 2008.

Visitas de alto nivel de Argelia a Argentina
- Presidente Chadli Bendjedid (1986)
- Ministro de Energía Chakib Khelil (2009)

Visitas de alto nivel de Argentina a Argelia
- Presidente Raúl Alfonsín (1984)
- Ministro de Relaciones Exteriores Dante Caputo (1984)
- Presidenta Cristina Fernández de Kirchner (2008)
- Ministra de Relaciones Exteriores Susana Malcorra (2017)

## Acuerdos bilaterales
Ambas naciones han firmado varios acuerdos bilaterales, como un Acuerdo de Cooperación Económica y Comercial (1983); Acuerdo de Cooperación Científica y Tecnológica (1984); Acuerdo de la Promoción Recíproca de Inversiones (2000); Acuerdo de Cooperación entre el Centro Nacional de Tecnología Espacial de Argelia y la Comisión Nacional de Actividades Espaciales de Argentina (2002); Convenio de Cooperación en Materia de Salud Pública y Ciencias Médicas (2008); Acuerdo de Cooperación para el Desarrollo y el uso Pacífico de la Energía Nuclear (2008); Acuerdo de Cooperación Cultural (2008); Acuerdo de Cooperación entre la Oficina argelina de la Promoción del Comercio Exterior y la Oficina argentina de Exportaciones (2016); Acuerdo de Cooperación Académica (2016); y un Acuerdo de Cooperación Deportiva (2016).

## Misiones diplomáticas residentes
- Argelia tiene una embajada en Buenos Aires.[4]
- Argentina tiene una embajada en Argel.[5]